# Hôpital Ippokrátio
L’Hôpital Ippokrátio (en grec moderne : Γενικό Νοσοκομείο Θεσσαλονίκης Ιπποκράτειο) est un hôpital public de Thessalonique, en Grèce.
Le bâtiment principal a été construit en 1908. L'institution s'appelait avant la Seconde Guerre mondiale l'hôpital Hirsch en hommage au philanthrope et financier juif français Maurice de Hirsch. Il a été édifié par l'architecte italien Pietro Arrigoni (en).
Pendant l'occupation de la Grèce par l'Axe, il est réquisitionné par l'armée allemande. Il a été rebaptisé après la Seconde Guerre mondiale.
De nos jours, il fait partie du système national de santé grecque et est le plus grand hôpital de Thessalonique.